# Bandeira 2
Bandeira 2 é uma telenovela brasileira produzida e exibida pela TV Globo de 1 de outubro de 1971 a 18 de julho de 1972, em 179 capítulos. Substituiu O Cafona e foi substituída por O Bofe, sendo a 15ª novela das dez exibida pela emissora.
Escrita por Dias Gomes e dirigida por Wálter Campos e Daniel Filho, foi produzida em preto-e-branco.

## Sinopse
Um retrato do submundo dos chefões do jogo do bicho no Rio de Janeiro, a difícil e constante luta pela sobrevivência nas zonas mais pobres da cidade e da busca por realizações profissionais.
Artur do Amor Divino, o Tucão, é o bicheiro que controla a região do bairro de Ramos, na zona norte da cidade, a qual disputa com Jovelino Sabonete. Para piorar a rivalidade, Taís, filha de Tucão, e Márcio, filho de Jovelino, ficam apaixonados um pelo outro, e precisam enfrentar a oposição de seus pais, para ficarem juntos. Que lembra a base do enredo da obra de Shakespeare, Romeu e Julieta. Entre a briga dos dois bicheiros, está Noeli, separada do marido, Tavinho, a qual trabalha como taxista. A moça é também porta-bandeira na escola de samba de Tucão, Imperatriz Leopoldinense.
Contou também a história do introspectivo Zelito, o filho de Tucão; do jogador de futebol Mingo; dos retirantes nordestinos Severino, Santa e Licinha, que invadem a garagem do prédio onde Noeli mora; e das ousadas fantasias sexuais do Comandante Apolinário e sua esposa Zulmira.

## Elenco
| Interprete            | Personagem                           |
| --------------------- | ------------------------------------ |
| Paulo Gracindo        | Artur do Amor Divino (Tucão)         |
| Felipe Carone         | Jovelino Palhano (Jovelino Sabonete) |
| Grande Otelo          | Zé Catimba                           |
| Ziembinski            | Irmão Ludovico                       |
| Stepan Nercessian     | Márcio Palhano                       |
| Marília Pêra          | Noeli                                |
| Ilka Soares           | Valéria Palhano                      |
| Elizângela            | Taís do Amor Divino                  |
| José Augusto Branco   | Otávio (Tavinho)                     |
| Milton Moraes         | Quidoca                              |
| Miriam Pires          | Célia do Amor Divino                 |
| José Wilker           | Zelito do Amor Divino                |
| Ary Fontoura          | Comandante Apolinário Gusmão         |
| Eloísa Mafalda        | Zulmira Gusmão                       |
| Osmar Prado           | Mingo do Amor Divino                 |
| Oswaldo Louzada       | Lulu Papa-Defunto                    |
| Sebastião Vasconcelos | Severino de Jesus Barbosa            |
| João Paulo Adour      | Luis Cláudio                         |
| Antero de Oliveira    | Joaquim de Jesus Barbosa (Quincas)   |
| Adriano Lisboa        | Delegado Paixão                      |
| Ilva Niño             | Santa de Jesus Barbosa (Santinha)    |
| Jacyra Silva          | Marilena (Lena)                      |
| Cléa Simões           | Dona Vicentina Palhano               |
| Anecy Rocha           | Alice de Jesus Barbosa (Licinha)     |
| Maria Isabel Aguiar   | Ana de Jesus Barbosa (Aninha)        |
| Francisco di Franco   | Cabo Galileu                         |
| Gracinda Freire       | Miloca Boca de Cano                  |
| Margarida Rey         | Anunciata                            |
| Paulo Gonçalves       | Neneco                               |
| Sônia Clara           | Leda                                 |
| Angelito Mello        | Cardoso                              |
| Henriqueta Brieba     | Filó                                 |
| Lajar Muzuris         | Mudinho                              |
| Roberto Bonfim        | Balalaika                            |
| Suzy Kirbi            | Belinha                              |
| Nanai                 | Corre-Corre                          |

### Participações especiais
| Ator             | Personagem               |
| ---------------- | ------------------------ |
| Plínio Marcos    | Bem-Te-Vi                |
| Rogério Fróes    | Dr. Freitas              |
| Ivan de Almeida  | Bento                    |
| Milton Gonçalves | Caldas                   |
| Vera Manhães     | Gracinha                 |
| Márcia Rodrigues | Ângela                   |
| Dirceu de Mattos | Irmão Mário              |
| Edson Ananias    | Marraio                  |
| Paulo Resende    | Carijó                   |
| João Loredo      | Paguá                    |
| Míriam Aparecida | Sula (sobrinha de Tucão) |
| Celso Cardoso    | bicheiro amigo de Tucão  |
| Eloá Dias        | dançarina                |
| Jorge Caldas     | jornalista               |
| José Moura       | capanga de Jovelino      |
| Míriam Teixeira  | secretária de Tavinho    |
| Yara Jati        | mãe de Jovelino          |
| Cláudia Barroso  | ela mesma                |
| Marlene          | ela mesma                |

## Trilha Sonora
Ver também:Bandeira 2 (trilha sonora).

### Nacional
1. "Martim Cererê" - Zé Catimba e Brasil Ritmo
2. "Palavras Perdidas" - Maysa
3. "Em Cada Verso Em Cada Samba" - Juan de Bourbon
4. "Muralhas da Adolescência" - Sandra
5. "Tema de Tucão" - Orquestra Som Livre
6. "Desacato" - Cláudia
7. "Não Nasci Pra Jogador" - Betinho
8. "Bandeira Dois" - Marília Pêra
9. "Rainha da Gafieira" - Jacira
10. "Pago Pra Ver" - Orquestra Som Livre
11. "Retirante" - Catulo de Paula
12. "Você Não Tá Com Nada" - Marlene
13. "Sem Volta" - Jacks Wu
14. "Navegante Apolinário" - Pedrinho Rodrigues

### Internacional
1. "Mamy Blue" - Ricky Shayne
2. "I Just Want To Celebrate" - Rare Earth
3. "Love's Whistle" - Free Sound Orchestra
4. "Got To Be There" - Michael Jackson
5. "Adios Amor" - Sheila
6. "Mercy Mercy Me" - Marvin Gaye
7. "Strung Out" - Gordon Staples & The Motown Strings
8. "Remember Me" - Diana Ross
9. "You Gotta Have Love In Your Heart" - The Supremes & The Four Tops
10. "Think Of Me As Your Soldier" - Stevie Wonder
11. "Going Back To Indiana" - The Jackson Five
12. "Acropolis Adieu" - Mireille Mathieu
13. "How Can I Believe" - Eivets Rednow
14. "Cerca De Ti (Close To You)" - Los Hermanos Castro